# 機動警察パトレイバー (スーパーファミコン)
『機動警察パトレイバー』（きどうけいさつパトレイバー）は、バンダイグループのベックより1994年4月22日に発売された、スーパーファミコン用シミュレーションゲーム。

## 概要
機動警察パトレイバーの漫画版を基とするシミュレーションゲーム。よって熊耳が登場し、レイバーのデザインが漫画版に準じていたり、指揮車やレイバーキャリアも旧OVA版・漫画版のものが登場する。
各ステージで発生する事件を、泉の1号機もしくは太田の2号機どちらかで出動して解決する形となる。事件に対するセリフなども変化し、エンディングも2種類用意されている。なお、最終ステージはゲームオーバーでもエンディングを迎える。
ゲームオリジナルレイバーとして、「グスタフ」や「赤いイングラム（サラマンダー）」などが登場する。

## ストーリー
沢弥工業はレイバー産業での更なる拡大を図っていた篠原重工に吸収合併され、沢弥すみかの父が開発したオートバランスシステムなどは、篠原重工のものとなった。これらの技術はイングラムの開発に注ぎ込まれることになる。
2001年7月、後藤は連日発生するレイバー犯罪のいくつかに、特車二課第2小隊を標的にした事件が含まれていることに気づく。
その裏には、「グスタフプロジェクト」と呼ばれる計画があった。

## 登場人物

### ゲームオリジナルキャラクター
沢弥すみか
篠原重工に吸収合併された、沢弥工業の社長令嬢。合併によってレイバー技術を横取りされたことから、篠原重工の生み出したイングラムに復讐を誓う。作中、野明と出会い不思議な友情を結ぶ。また、グスタフに関する感情を野明に「あなたのイングラムへの感情と同じ」と発言しており、ある意味で「犯罪者になった野明」とも言える人物。
三鷹
すみかに声を掛けられ、グスタフプロジェクトに参加する。古柳研究室出身者。

## システム
1号機、2号機双方が使用可能。マップ上でイングラムを操作し、近づいた敵レイバー（複数の場合はカーソルで選択）と戦闘を行い、全滅もしくは当初の目標を達成するとステージクリアとなる。ただし、HPもしくはバッテリーがゼロになるとゲームオーバーとなる。
戦闘画面では技の選択や防御のほか、搭乗者に対する投降の呼びかけが行える。訓練やステージのクリアによる経験値の上昇で使用できる技が増え、返し技や連続技も行えるようになる。訓練回数に制限はないため、最初のステージ（第2話）の時点で経験値を最高まで上昇させることも可能。また、逃げた豚を捕獲する特別ステージもある。
技はパンチや電磁警棒、リボルバーカノンなどのほか、漫画版に登場した一本背負いや脇固めなどが再現されている。使用されている画像も、漫画版のものに準じている。